# 몬페라토의 작위
같이 보기: 몬페라토의 군주 배우자

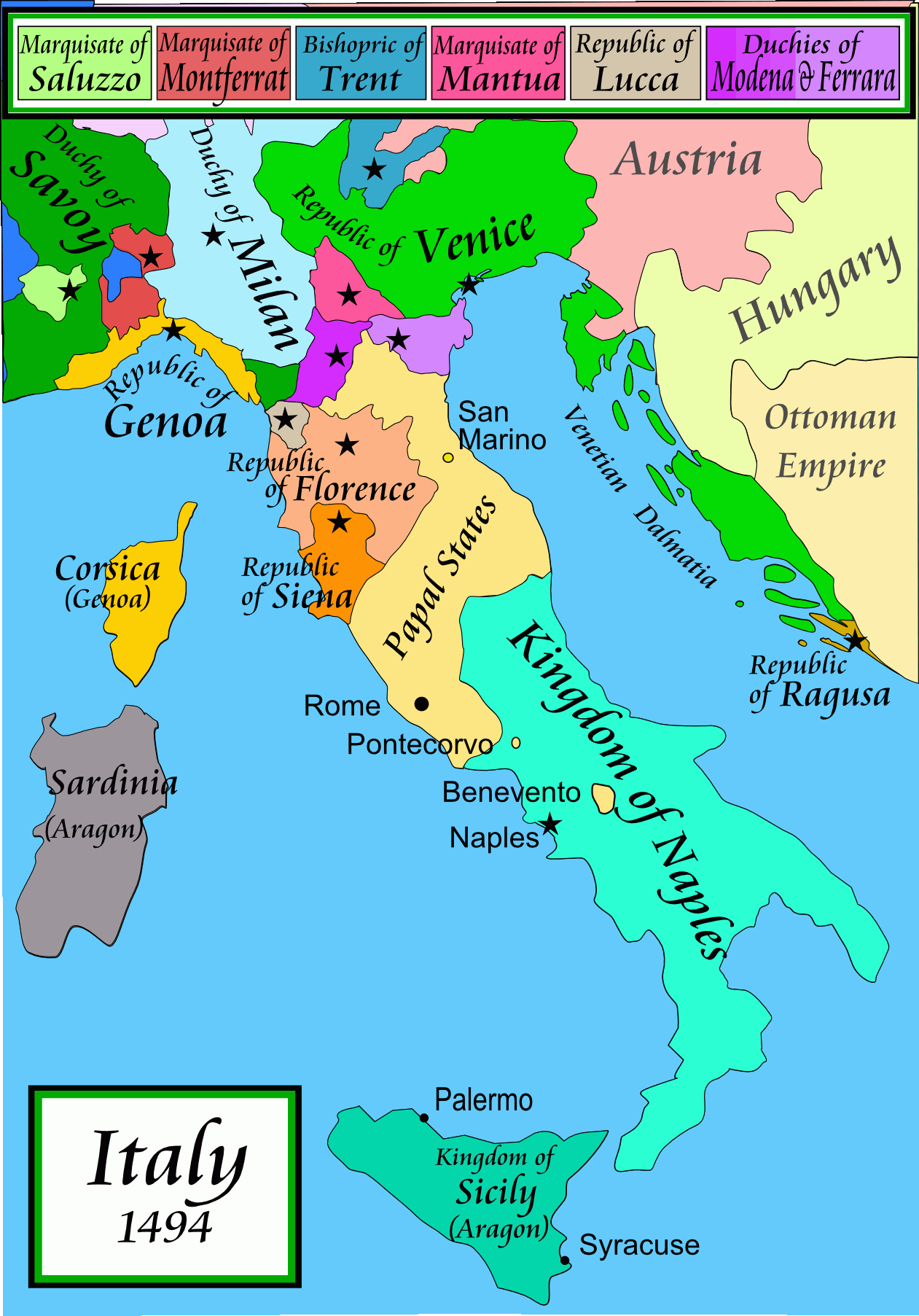
15세기 후반 이탈리아의 지도속 몬페라토 후국(벽돌색).

몬페라토의 문장 (알레라미치 가문)

몬페라토의 변경백과 공작은 몬페라토가 불린 토리노의 동쪽과 포강의 남쪽에 있는 피에몬테 지역 일대의 통치자들이다. 몬페라토 변경백국은 베렌가리오 2세가 이탈리아 왕국의 북서쪽에 권력을 재분배하던 기간인 950년에 세워졌다. 알레라미치 가문이 통치하게 되면서 몬페라토라는 이름이 붙게 되었다. 1574년, 몬페라토는 막시밀리안 2세 때 공국으로 승격하였다(몬페라토 공국 보기).

## 변경백

### 알레라미치가
- 굴리엘모 1세 (933년 이전 사망)
- 알레라모 (933–967)
  - 굴리엘모 2세 - 공동 통치자
- 오토네 1세 (967–991)
- 굴리엘모 3세 (991 – bef. 1042)
- 오토네 2세 (bef. 1042 – c. 1084)
  - 엔리코 (d. 1045), - 공동 통치자
- 굴리엘모 4세 (c. 1084 – c. 1100)
- 라니에리 1세 (c. 1100 – c. 1136)
- 굴리엘모 5세 (c. 1136–1191)
- 코라도 (1191–1192)
- 보니파초 1세 (1192–1207)
- 굴리엘모 6세 (1207–1225)
- 보니파초 2세 (1225–1253/55)
- 굴리엘모 7세 (1253/55–1292)
- 조반니 1세 (1292–1305)

### 팔라이올로고스가
- 테오도로 1세 (1306–1338) - 조반니의 조카
- 조반니 2세 (1338–1372)
- 오토네 3세,[1] - 또는 세콘도토라고도 알려져있다
- 조반니 3세[1] (1378–1381)
- 테오도로 2세[1] (1381–1418)
- 조반니 자코모 (1418–1445)
- 조반니 4세 (1445–1464)
- 굴리엘모 8세 (1464–1483)
- 보니파초 3세 (1483–1494)
- 굴리엘모 9세 (1494–1518) - 페데리코 2세 곤차가의 장인
- 보니파초 4세 (1518–1530) - 그의 어머니인 안 달랑송의 섭정을 겪음
- 조반니 조르조 (1530–1533)
  - 1536년까지 스페인 통치기.

### 곤차가가
1536년 신성 로마 제국 황제 카를 5세는 살루초 후국과 사보이아의 주장에도 불구하고, 몬페라토 후국을 곤차가 가문에게 넘겨주기로 약속하였다. 이는 카토캉브레시 조약으로 승인되었다
- 페데리코 곤차가 (1536–1540) - 굴리엘모 9세와 안 달랑송의 딸인 마르가리타 팔라이올로고스와 혼인하며, 몬페라토 후국에 대한 그녀의 권리를 획득하였다.
- 프란체스코 1세 (1540–1550)
- 굴리엘모 10세 (1550–1574)

## 공작

### 곤차가가
- 굴리엘모 10세 (1574–1587)
- 빈첸초 1세 (1587–1612)
- 프란체스코 2세 (1612)
- 페르디난도 1세 (1612–26)
- 빈첸초 2세 (1626–27)
- 만토바 계승전쟁 (1627–1631) – 사보이아 공국에 일부를 상실함
- 마리아
- 카를로 1세 - 마리아의 시아버지이며, 그녀와 그녀의 아들 카를로와 함께 공동 통치.
- 카를로 2세 (1637–1665)
- 페르디난도 카를로 (1665–1708)

## 사보이아가
사보이아가는 1708년 만토바 계승전쟁(Guerra di successione di Mantova e del Monferrato) 이후 공국의 일부를 획득했다. 가주는 1631년부터 1861년까지 몬페라토 공작 칭호를 사용했다. 또한, 이 직함은 일부 어린 자식들에게 부여되었다.
- 아메데오(1754–1755) - 비토리오 아메데오 3세의 차남
- 마우리치오(1762–1799) - 비토리오 아메데오 3세의 삼남
- 오도네(1846–1866) - 비토리오 에마누엘레 2세의 삼남

## 서적 자료
- Circolo Culturale I Marchesi del Monferrato (external link to website devoted to dynastic history)
- Haberstumpf, Walter. Dinastie europee nel Mediterraneo orientale. I Monferrato e i Savoia nei secoli XII–XV, 1995 보관됨 2005-12-31 - 웨이백 머신 (external link to downloadable text).
- The Margraves of Montferrat and Kings of Thessalonica, 961–1573 AD
- Usseglio, Leopoldo. I Marchesi di Monferrato in Italia ed in Oriente durante i secoli XII e XIII, 1926.